# عصبة الشيوعيين الفلسطينيين
عصبة الشيوعيين الفلسطينيين (بالإنجليزية: League of Palestinian Communists)‏ وتسمى أيضًا برابطة الشيوعيين الفلسطينيين، وهي عبارة عن مجموعة شيوعية فلسطينية صغيرة تشكلت في سوريا.

## الشيوعيون الفلسطينيون في سوريا
لقد كان الشيوعيون الفلسطينيون في سوريا بلا إطار تنظيمي، والعديد منهم جاء من عصبة التحرر الوطني في فلسطين قبل النكبة. وبعد العام 1970م أنشأ الحزب الشيوعي السوري دائرة تنظيمية خاصة للفلسطينيين المنضوين تحت إطاره، وما لبث أن استقل الفلسطينيون عن الحزب الشيوعي السوري في مايو 1982 بعد الإعلان عن إعادة بناء الحزب الشيوعي الفلسطيني (حزب الشعب الفلسطيني حاليًا) في 11 فبراير 1982م، وانفصال الأخير عن الحزب الشيوعي الأردني بالنسبة للفلسطينيين خارج الأردن، فعقدوا مؤتمراً تنظيميًا حصلوا بموجبه على موافقة الحزب الشيوعي السوري بالانضمام للحزب الشيوعي الفلسطيني الوليد، بينما بقيت مجموعة فلسطينية صغيرة ومستقلة حملت اسم "عصبة الشيوعيين الفلسطينيين".

## التعريف بعصبة الشيوعيين الفلسطينيين وتاريخها

عصبة الشيوعيين الفلسطينيين هي تنظيم شيوعي فلسطيني في سوريا بقيادة عطية مقداد (أبو طلعت) القيادي السابق في الحزب الشيوعي الفلسطيني في قطاع غزة. ولدت العصبة من رحم التنظيم الشيوعي الفلسطيني في الحزب الشيوعي السوري الذي أنشأه الحزب الأخير عام 1970م، وقد تم تشكيلها من قبل الشيوعيين الفلسطينيين الذين لم يتمكنوا من الانضمام للحزب الشيوعي الفلسطيني عندما أعيد تنظيمه في العام 1982م. وهي نابعة من مجموعة "العزوني" والتي بعدما قررت الانضمام للحزب الشيوعي الفلسطيني اختلفت مع قيادة الحزب أثناء عملية الدمج، وخرجت لتنظم مؤسسة جديدة، والتي أطلقت علي نفسها "عصبة الشيوعيين الفلسطينيين"، وفي 1984م انقسمت العصبة إلي مجموعتين: إحداهما بقيادة "العزوني" والأخرى بقيادة عطية مقداد، وبعد فترة عادت مجموعة العزوني إلي الحزب الشيوعي الفلسطيني، والعصبة عبارة عن مجموعة فلسطينية صغيرة ومستقلة، واستمرت العصبة بإصدار صحيفة شهرية تحت اسم "عائدون"، والتي كانت بمثابة صوت الشيوعيون الفلسطينيون في سوريا، لكن هذه المجموعة تلاشت ولم تلبث أن تحولت إلى أفراد من المثقفين النشطاء أواسط العام 1985.